# 한국계 미국인
한국계 미국인(韓國系美國人)(영어: Korean American)은 한국계 혈통을 가진 미국인을 의미하는 말이다. 미주 한인(美洲 韓人) 혹은 미국 한인(美國 韓人)이라고도 한다. 대부분이 20세기 이후 대한민국에서 이주한 사람들과 그 후손들이다. 1885년 서재필 독립운동가와 몇명이 고종 때에 미국 샌프란시스코로 망명한 것이 한국계 미국인의 시초이며, 서재필이 1890년 '최초로 미국 시민권을 취득한 한인'이 되었다. 1903년 1월 13일 미국 하와이로 간 한인들이 한국계 미국인 단체 정착의 본격적 시작이라 미주한인의 날(The Korean American Day)로 지정되었다. 대한민국 설립 후 1980-1990년대 미국 유학 및 취업 등을 통한 미국 시민권 취득 이민자 수가 폭증해 현재에 이른다. 한편 2006년 이후로 북한에서 미국으로 이민 온 사람들의 수는 220명 미만에 불과하며 이는 한국계 미국인 인구의 0.008352%만을 차지한다. 따라서 실제로는 대한민국(남한)에서 온 이민자들이 한인계 미국인 인구의 99% 이상을 차지하고 있다.
한국계 미국인은 주로 복수국적을 포함한 미국 시민권자만을 지칭하는 말로, 대한민국 국적만을 소지하면서 영주권자, 유학생, 공관원 등으로서 미국에 장기 체류하는 한국인은 포함하지 않는다. 한국 외교부는 2021년 미국 내에 거주하는 한인을 총 2,653,777명으로 집계하였으며, 그 중에서 미국 시민권을 소지한 사람은 199만 명 이상이고, 2023년 기준으로 10년간 인구수가 17% 증가했다.
한국계 미국인은 오늘날 미국 인구의 약 0.6-1%를 차지하며, 특히 캘리포니아주, 뉴욕주, 뉴저지주 등에서 그 비율이 높게 나타난다. 2023년 미주한국일보는 미국 연방정부의 인구조사(센서스) 결과를 분석하여 한인 인구가 198만 9,519명이라고 보고하였다. 저명한 학자와 한인단체들에 따르면 한국계 미국인들은 동북아시아와 다른 동향을 보이며 저출산과 고령화에도 불구하고 지난 10년간 인구는 5.9% 증가하고 혼혈인구는 16.5% 증가했으며 이미 250만~300만명 이상에 이른 것으로 추산된다.

## 개요

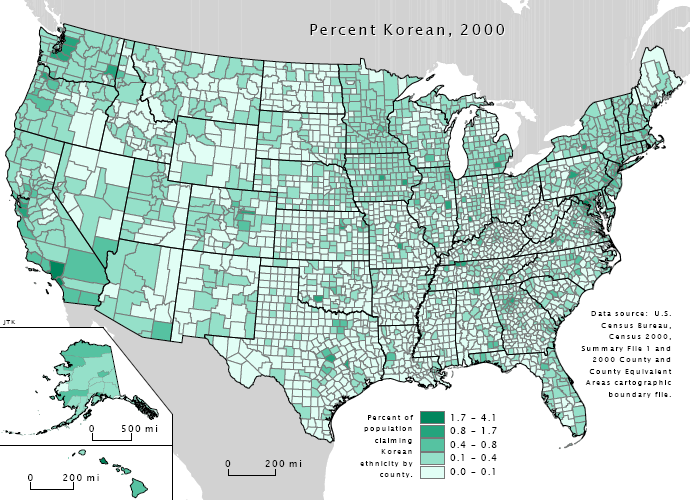

2005년 미 상하원 및 조지 W 부시 대통령은 코리안 아메리칸 데이(Korean American Day)의 의미와 포부에 동의하는 결의안을 통과시켰고 매년 1월 13일 열린다. 한국계 미국인의 위상은 계속 발전하여 미국 조폐국(USM)이 발행하는 25센트짜리 동전 뒷면에 처음으로 한국계 인물이 새겨지기로 결정되었으며, USM은 2023년 10월 17일 2025년 미국 초대 대통령 조지 워싱턴의 초상화가 담긴 주화 뒷면에 얼굴을 각인할 여성 5명을 최종 발표했다. 그중 한 명이 한국계 미국인 여성 스테이시 박밀번(Stacey Park Milburn)이다. 2023년 한국계 미국인 인구 비율은 미국 내 각 주에 따라 크게 상이하다. 가장 높은 비율을 보이는 곳은 하와이 주로 전체의 3.87%를 차지한다. 캘리포니아주는 1.43%로 한국계 미국인의 대규모 커뮤니티를 보유하고 있으며, 미국 전체에서 한국계 인구 비율이 0.59%임을 감안하면 해당 주의 비율은 매우 높다. 워싱턴 주(1.28%) 뉴저지 주(1.19%) 버지니아 주(1.09%)에 이어 이들 주도 한인 커뮤니티가 비교적 크다. 메릴랜드주는 0.97%, 알래스카주는 0.95%, 네바다주는 0.72%, 뉴욕주는 0.71%, 조지아주는 0.69%다. 한편 군별로 보는 경우 한국인 밀집지역이 위치한 뉴저지 버건군(Bergen)에서 약 7%로 가장 높게 나타난다.  2020년대 미국 인구조사에서 미국 시민권을 보유한 한국계 미국인은 약 200만 명일만큼 미국은 해외에서 한민족이 가장 많은 국가다. 2023년 재미교포 한국계 미국인 (미국시민권자) 인구는 하기와 같다.
1. 캘리포니아주: 558,338명
2. 뉴욕주: 141,745명
3. 텍사스주: 115,107명
4. 뉴저지주: 113,736명
5. 버지니아주: 94,275명
6. 워싱턴 주: 92,798명
7. 일리노이주: 81,340명
8. 조지아주: 75,525명
9. 메릴랜드주: 48,468명
10. 다른 주: 509,870명[17]

상술하였듯 대한민국 외교부 및 재외동포청은 2023년 기준으로 대략 1,523,823명 이상의 미국 시민을 한국계로 집계하고 있으나 한국 외교부의 집계는 일반적인 이민에 근거하고 또는 한국계 부모들의 이주와 연계하여 산출한 것이기에 이러한 통계에 포함되어 지지 않는 한국계 미국인의 존재는 누락되기 쉽다. 예를 들면 1945년 이후 미군과 결혼하여 이주한 한국인 여성들과 그들의 후손들, 또한 한국 전쟁 이후에 미국 가정에 직접 입양된 그 당시의 어린이들과 그 후손들 등은 대략 수십만으로 추정되나 정확한 숫자를 알 수 없다. 군인이 배우자나 입양자 등은 처음부터 미국인 가족의 피부양자로서 입국하므로, 이민기관의 통계로 나타나기 힘들다.
한편 미국 의회에 당선된 5명의 한인 중 앤디 김만 미국에서 태어났다. 제이 김, 영 김, 미셸 스틸, 마릴린 스트릭랜드 모두 한국에서 태어나 이민을 왔고, 스트릭랜드는 미군 아버지를 두고 있다. 앤디 김은 1982년 7월 12일 매사추세츠주 보스턴에서 한국계 이민자 부모 사이에서 태어났으며, 앤디 김은 2023년 기준 미국에서 태어난 한국계 미국인 의원 중 유일한 사람이다. 그는 2019년 1월 3일부터 뉴저지를 대표하는 미국 민주당 의원으로 활동하기 시작했다.
- 영 김 (Young Kim): 1962년 10월 18일에 대한민국 인천에서 출생. 그녀는 2021년 1월 3일에 취임한 캘리포니아 39 의회 지역구를 대표하는 공화당 하원의원.
- 미셸 스틸 (Michelle Steel): 한국에서 태어난 Michelle Park Steel은 캘리포니아의 48번째 의회 구역을 대표하는 공화당 하원의원. 2021년 1월 3일부터 근무.
- 마릴린 스트릭랜드: 마릴린 스트릭랜드는 대한민국 서울에서 태어났음. 워싱턴의 10번째 의회 지역구를 대표하는 미국 민주당 하원의원이며 2021년 1월 3일부터 공직을 맡고 있다. 스트릭랜드는 주목할 만하게도 연방 차원에서 워싱턴 주를 대표하는 첫 아프리카계 미국인 혼혈이며, 역사상 최초로 의회에 선출된 한국계 미국인 여성.
- 제이 김: 1939년에 한반도의 경성(일제강점기, 현재의 서울)에서 출생. 1961년에 미국으로 이민을 왔고 나중에 공화당 하원의원으로 근무.

## 이민 역사

### 제1기
조선과 미국과의 외교 관계는 1882년의 조미수호통상조약에 의해 시작되어, 1903년 1월 13일에 조선에서 미국으로의 최초 이민자들이 미국하와이에 도착했다. 제1기의 하와이 이민은 한국 내의 미국계 개신교 교회에 의해서 조직되었기 때문에 개신교 신자가 많았고, 일본인처럼 사탕수수 농원에서 일했다. 이는 당시 선교사들이 미국 농장주의 요청으로 교인에게 하와이 이민을 권하는 경우가 많았기 때문인 것으로 알려져 있다. 그러나 1905년에 일본 제국이 대한제국의 외교권을 장악하면서 미국 이민은 규제되어 집단 이민은 정지되었다. 이 시기에 약 7천 명이 하와이로 이주했고 거의 대부분은 남성 노동자였다. 다만, 1924년까지 신랑의 사진만 보고 결혼하는, 일명 사진 결혼으로 약 1,000명의 여성이 개별적으로 미국에 도항했는데, 처음 이 결혼을 한 여성은 조사라다(1910년).
1904년부터 1907년에 걸쳐 약 1,000명의 한국인이 건설 경기가 붐을 이루던 샌프란시스코로 건너가 이민의 물결은 미국 본토에까지 퍼졌다. 1909년에는 샌프란시스코에서 최초의 한국인 정치 조직인 '한인 협회'가 설립되어 일본의 조선 식민지 지배에 대한 저항의 거점이 되었다. 당시 하와이 조선인 이민은 한인협회 활동 외에도 농장에서 번 돈을 독립자금으로 기부하여 독립운동에 협조했으며, 박용만이 헤이스팅스 소년병 학교를 설립하기도 했다. 유한양행 설립자인 유일한도 미국 유학 당시 소년병 학교에서 공부한 적이 있다.

### 제2기
한국 전쟁의 종결로 제2기 미국이민이 시작되었다. 1953년부터 1965년에 걸친 제2기 이민은 대부분이 미군과 결혼한 한국인 여성이나 양자로 기른 전쟁 고아가 차지했다. 이 시기에는 양자를 포함해서 바다를 건넌 사람만 약 15만 명 정도로 추정되고 있다. 단지, 군인이 아내로 삼아도 양자로 삼아도 처음부터 미국인 부모의 피부양자로서 입국하므로, 이민으로서 다루어지지 않고, 정확한 통계는 잡을 수 없다. 국제결혼 여성들이나 입양인들은 미국 전역에 흩어져 미국인 주류공동체에서 동화되어 생활하기 때문에 따로 한인 공동체를 이루지 않았다. 또한 소수의 사람들은 미국유학을 왔다가 정착하는 경우도 있었다.

### 제3기
1965년 미국의 이민법이 바뀌어서 아시아계에 대한 이민 제한이 폐지됨에 따라 한국인의 이민이 공식적으로 허용되었다. 따라서 한국인의 본격적인 미국 이민은 1960년대 말부터 시작되었다고 볼 수 있으며, 이민자와 한국계 미국인의 숫자는 이후 급속도로 늘어 나기 시작했다. 1965년 이민법 개정전의 한국계 미국인 수는 대략 2만 5천여 명으로 추정되지만, 그숫자가 1970년에는 5만여명, 1980년에는 35만 7천 명, 1990년에는 70만 명까지 급속도로 늘어나게 되었다. 특히 1980년대에만 약 35만 명이 한국에서 미국으로 이민을 갔다. 1980년 제 5 공화국이 해외유학의 자유화를 허용함에 따라 유학생이 대거 미국으로 몰려들었다. 재미 한인 유학생 (대학생이상)들의 숫자는 한때 10만명을 능가하기도 했고 그 중의 일부는 학위를 취득한 후에 취업하여 미국에 정착하는 경로를 밟기도 하였다. 20세기 말에는 매년 대략 2만여명의 한국인들이 미국으로 이민을 갔다. 이때의 이민은 주로 가족 초청에 의한 이민이었다. 이민 1세 뿐만 아니라 매년 2천명여명의 한국계 2세들이 현지에서 출생함에 따라 한국계 미국인의 숫자는 기하급수적으로 늘어나게 되었다. 20세기 말부터 임시체류자들 중의 일부가 미국의 속지주의 법을 이용하여 자녀들을 미국인(시민권자)으로 만들고자 소위 말하는 '원정출산' 을 시도 하였다. 이러한 원정출산으로 미국에서 태어난 자녀가 한해 5천여명에 달한다고 추정하는 단체들도 있다.

### 21세기

#### 통계
미국의 퓨 리서치 센터 (Pew Research Center)는 2017년 현재 미국에 거주하는 사람들 중에 약 120 만명 정도가 한국에서 태어나 이주한 것으로 보고 있다. 또 대한민국 외교부는 재미 한국인 수를 2019년 현재 약 254만 7,000 명으로 추산 하며 한반도 이외의 지역에서 가장많은 한민족이 살고 있는 곳이 미국임을 밝힌다. 한국외교부의  수치는 대한민국 영사관을 통한 채널, 그리고 각종 한인 친목단체 등의 채널을 통해서 나온 예상 수치이기 때문에 정확성에 근접했다고 보기 어렵다. 예를 들면 1950년대부터 현재까지 주한미군의 부인으로 이민 간 수만명의 여성들과 해방이후로부터 지금까지 계속되는 미국 가정으로의 입양아들은 대한민국 영사관 통계로 확인할 길이 없다. 아울러 1970년대 이후 이민 1세로부터 태어난 한국계 (Korean-American) 2세 혹은 3세들은 대다수 더 이상 이러한 기관들과 관련이 없고 따라서 그들의 숫자는 그런 방식으로는 파악되기가 어렵다. 따라서 대한민국 외교부의 미국 이민 통계는 일반적으로 이민 1세의 이주 통계에 대하여 기술하는 것 뿐이다. 또한 미국 상무성에서 매 10년마다 행하는 전국민 인구조사도 종족 (race) 을 묻는 질문 항목은 있어도 강제성은 없기에 한국계 2세 3세 후손들이 얼마나 미국에서 태어나고 살고있는 지는 정확하게 숫자를 파악할 길이 없다.

#### 한국으로부터의 이민 추세
21세기에 들어와 한국인의 미국 이민 (이민 1세) 추세는 20세기 말보다는 다소 주춤한 경향이 있으나 그 행렬은 지금도 계속 유지되고 있다. 미국 연방 이민 서비스국(USICS) 발표에 의하면 매년 대략 2만여명의 한국인이 미국 영주권(Permanent Resident)을 취득하는 것으로 나타났고 그 중에 약 4분의 3은 미국을 방문하는 중에 미국 현지에서 영주권을 취득(신분변경)하는 것으로 밝혀지고 있다. 최근의 이민 추세는 약 60% 이상이 취업이민이며 연령층으로는 40대 이하의 청장년층과 그 가족들이 거의 대부분을 이루고 있다. 또한 이들 1세 이민자들이 미국에 영구 귀화 (미국 시민권 취득) 하는 숫자도 매년 약 1만 5천에서 2만여명에 달하고 있다.

## 정착

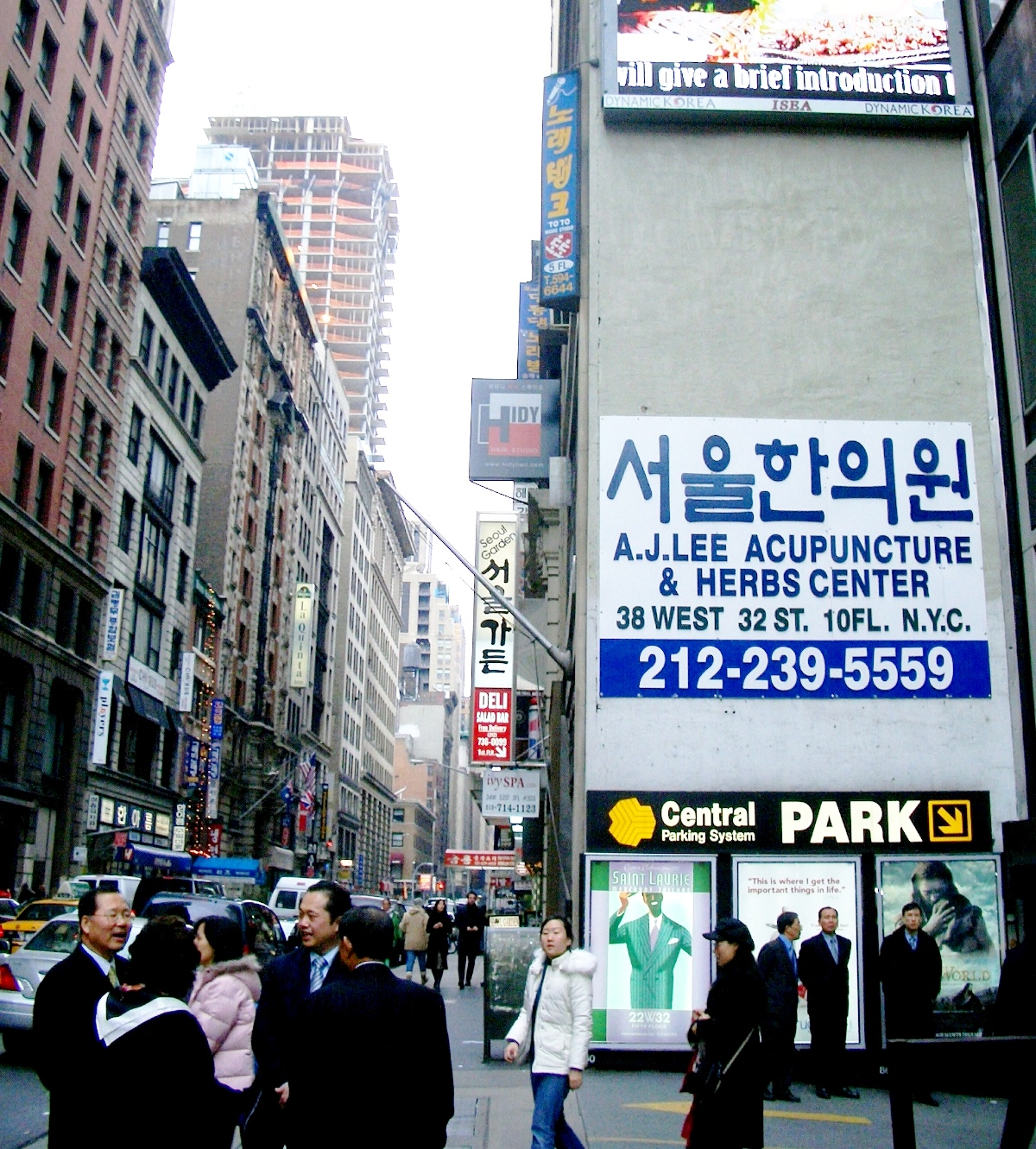
뉴욕시를 포함한 일부 미국 도시에서 한국계 미국인은 높은 인구통계학적 양상을 달성했다.

한국계 미국인들의 숫자가 늘어나면서 미국 각지의 도시에는 한국계 미국인 밀집지역 혹은 코리아 타운이 형성되었다. 미국에서 제일 큰 코리아 타운이자 세계에서 제일 큰 코리아 타운은 서부 캘리포니아 주의 로스앤젤레스 시에 있다. 캘리포니아 주는 로스앤젤레스 시 이외에도 샌프란시스코 시, 오렌지 카운티 등의 여러 중소도시에 다수의 한국계 미국인들이 정착하여 살고 있다.
동부의 뉴욕 주에도 뉴욕 시 맨해튼과 퀸즈 등에 대규모 한국인 공동체가 있고, 그외에도 매사추세츠 주의 보스턴 시, 펜실베이니아주 필라델피아 시, 뉴저지주 버겐 카운티, 버지니아주 애난데일과 센터빌, 조지아주 애틀랜타시 근교, 일리노이주 시카고 시 근교, 텍사스주 댈러스 시, 콜로라도주 덴버 시 등에도 상당한 규모의 코리아타운이 있다.
미국 이민 1세대는 대체로 여러 가지 생활방식에 있어서 한국에서 살아오던 삶의 형태를 미국에서도 유사하게 유지하며 살아간다. 음식 습관은 물론이고, 우선 언어상으로도 한인 이민자들은 대체로 영어보다는 한국어가 편하기 때문에 직장 이외에 가정에서는 한국어를 사용하길 원한다. 직업의 경우도 거의 대부분의 한국계 이민자들은 소규모 자영업을 운영하면서 살아가는 경향이 있다. 다만 혈통만이 한국계인 그 후손들은 1세대와는 달리 매우 빠른 속도로 미국 사회에 동화되고 있다. 한 예로, 2012년 퓨 리서치(Pew Research) 통계에 의하면 2, 3세대 한국계 미국인 중 약 3분의 1은 한국계 미국인이 아닌 다른 인종들과 결혼하는 것으로 나타나고 있다.

## 하와이 지역
1893년 1월 8일 하와이에 최초로 도착한 한국인은 한약상을 비롯한 수 명의 사람들이었다. 이들은 정식 이민자들이 아니었고, 최초의 이민자는 1901년 1월 9일에 도착한 피터 류였다고 전해진다. 1903년부터 집단적으로 사탕수수농장에 노동자로 이민자들이 이주하였다. 이들은 122명이었는데, 조선에서 합법적으로 이민자를 내 보낸 첫번째였다. 그러나, 미국법의 관점에서는 완전히 합법적이지는 못했다. 이들중 87명은 제물포 출신이었고, 남자가 56명, 여자가 21명, 아이들이 25명이었다. 이중 다수는 제물포 내리교회출신이었다. 이들은 오하우 섬의 와이아루아 사탕수수농장으로 보내어졌다. 이후 1905년까지 7,291명의 이민자가 하와이에 도착했다. 1915년까지 총 8,047명의 한국인들이 하와이에 도착했다.
1940년 인구조사에 따르면 한국계는 6,854명으로 하와이 전체의 1.6%였고, 1941년 진주만 폭격으로 시작된 태평양전쟁에 800명의 한국인들이 미군으로 참전을 했는데, 이중 200명은 장교였다. 한국이 해방된 후 한국인 청년들이 한국의 미군정에서 일할 수 있었는데, 한국의 신부들을 데리고 하와이로 돌아왔다. 1940년대부터 한국인들이 전문직과 공공직으로 진출하기 시작하였다.
1945년부터 1965년까지는 소수의 이민자가 들어왔는데, 미군과 결혼한 여성이거나 전쟁고아가 대부분이었다. 1965년 미국의 이민법이 개정됨에 따라 많은 이민자가 미국에 도착하였다. 1970년 69,150명이었던 재미한국인들이 1980년에 357,398명, 1990년 798,849명, 2001년 1,076,872명으로 폭발적으로 증가했는데, 하와이에도 신이민자들이 급속도로 늘어났는데, 이들은 이미 하와이 사회에 동화된 한국계 2세와 3세와는 언어적으로 문화적으로 매우 달랐다.
2003년 하와이 인구의 민족별 인구분포를 보면, 하와이언 및 그 혼혈이 22.1%, 백인 20.5%, 일본 18.3%, 필리핀 12.3%, 중국 4.1%, 한국 1.9% 비율을 보이고 있다. 또 전체 한인인구는 34,743명이고, 시민권자는 그 79%인 27,433명, 영주권자는 6,195명, 체류자는 1,105명이다.

## 문화
종교는 기독교의 세력이 특히 강하여 약 70%에 달하며, 특히 60%가 복음주의 교회를 비롯한 개신교 교단에 소속된 것으로 조사된다. 기타는 종교가 없거나 소수 불교 신자를 포함한다. 기독교의 비율이 높은 이유 중 하나는 미국 한인 사회에서 기독교 교회가 핵심적인 교민 커뮤니티의 역할을 하기 때문이다.
언어는 가정에서 한국어를 사용하는지의 여부에 따라 달라지는데, 한인 1, 2세는 비교적 유창한 한국어를 구사하는 경우가 많으나 영어의 영향을 받아 특유의 재미 한국어 방언을 사용하기도 한다. 특히 언어생활에 있어서 한국어와 영어를 상황에 따라 병용하는 코드 스위칭 현상이 자주 드러난다.
한국계 미국인 사회는 양국의 문화를 서로의 국가에 소개한 중개자가 되기도 하였다. 한국 요리는 한국계 미국인에 의해 미국에 처음 도입되어 로스앤젤레스 등 코리아타운을 중심으로 관련 점포가 분포하고 있다.

## 저명한 사람
한국계 미국인들은 미국 사회에서 정치인, 군인, 예술인, 학자 등 다양한 분야에서 두각을 드려내고 있다.
저명한 한국계 미국인으로서는 세계은행 총재였던 김용, 1948년 다이빙 금메달리스트 새미 리 박사, 분석철학자 김재권, 물리학자 이휘소, 아시아인 최초로 연방 공소법원 판사로 근무한 허버트 최나 1992년에 한국계 미국인으로서 처음으로 미국 의회에 당선된 김창준, 1995년에 헤밍웨이상을 수상한 작가 제이 리, 2002년에 뉴베리상을 수상한 아동문학가 린다 수 박 등이 있다.
린킨 파크의 멤버인 조지프 한, 슈퍼배드와 트랜스포머3에 출연한 배우 켄 정, 골프 천재 소녀로도 알려진 미셸 위, 2006년 NFL 슈퍼볼 최우수선수상을 받은 전미식축구선수 하인스 워드 그리고 바이올리니스트 장영주, 드림시어터의 베이시스트 존 명도 유명하다. 미국 유력 정치인에서는 앤디 김, 영 김, 미셸 스틸, 마틸린 스트릭랜드 등이 있다 LE SSERAFIM의 멤버 허윤진은 한국계 미국인 가수이다.
조니 킴은 우주비행사이다.

## 같이 보기
- 한국계 미국인 목록
- 미국의 이민
- 코리아타운
- 재외동포
- 중국계 미국인
- 대만계 미국인
- 일본계 미국인
- 베트남계 미국인
- 러시아계 미국인